# Corallorhiza macrantha
Corallorhiza macrantha är en orkidéart som beskrevs av Rudolf Schlechter. Corallorhiza macrantha ingår i släktet korallrötter, och familjen orkidéer. Inga underarter finns listade i Catalogue of Life.